# خط عرض 26° شمال
خط عرض 26° شمال هي إحدى دوائر العرض الجغرافية، وهي دوائر وهمية تحيط بالكرة الأرضية، وموازية لخط الاستواء، وتتميز هذه الدائرة بأن الأراضي الواقعة عليها تنتمي للمنطقة المدارية الحارة.

## حول العالم
يبدأ من خط الزوال الأولي ويتجه شرقا، خط عرض 26° شمال يمر عبر:
| الإحداثيات                           | البلد أو الإقليم أو البحر          | ملاحظات |
| ------------------------------------ | ---------------------------------- | --- |
| 26°0′N 0°0′E / 26.000°N 0.000°E      | الجزائر                            | |
| 26°0′N 9°32′E / 26.000°N 9.533°E     | ليبيا                              | |
| 26°0′N 25°0′E / 26.000°N 25.000°E    | مصر                                | |
| 26°0′N 34°20′E / 26.000°N 34.333°E   | البحر الأحمر                       | |
| 26°0′N 36°42′E / 26.000°N 36.700°E   | السعودية                           | |
| 26°0′N 50°4′E / 26.000°N 50.067°E    | الخليج العربي                      | خليج البحرين |
| 26°0′N 50°28′E / 26.000°N 50.467°E   | البحرين                            | |
| 26°0′N 50°38′E / 26.000°N 50.633°E   | الخليج العربي                      | خليج البحرين |
| 26°0′N 51°2′E / 26.000°N 51.033°E    | قطر                                | |
| 26°0′N 51°24′E / 26.000°N 51.400°E   | الخليج العربي                      | Passing between the جزر Bani Forur وSirri, إيران · Passing between the Tunb Islands و the جزيرة جزيرة أبو موسى, controlled by إيران but تملكه الإمارات العربية المتحدة                                       |
| 26°0′N 56°4′E / 26.000°N 56.067°E    | الإمارات العربية المتحدة           | |
| 26°0′N 56°10′E / 26.000°N 56.167°E   | عُمان                               | مسندم peninsula |
| 26°0′N 56°25′E / 26.000°N 56.417°E   | المحيط الهندي                      | خليج عمان |
| 26°0′N 57°14′E / 26.000°N 57.233°E   | إيران                              | |
| 26°0′N 61°48′E / 26.000°N 61.800°E   | باكستان                            | بلوشستان (باكستان) السند (إقليم) |
| 26°0′N 70°5′E / 26.000°N 70.083°E    | الهند                              | راجستان ماديا براديش أتر برديش بهار (الهند) بنغال الغربية |
| 26°0′N 88°9′E / 26.000°N 88.150°E    | بنغلاديش                           | |
| 26°0′N 89°32′E / 26.000°N 89.533°E   | الهند                              | West Bengal - لحوالي 4 km |
| 26°0′N 89°35′E / 26.000°N 89.583°E   | بنغلاديش                           | |
| 26°0′N 89°49′E / 26.000°N 89.817°E   | الهند                              | آسام ميغالايا Assam ناجالاند |
| 26°0′N 95°8′E / 26.000°N 95.133°E    | ميانمار (Burma)                    | |
| 26°0′N 98°36′E / 26.000°N 98.600°E   | جمهورية الصين الشعبية              | يونان (الصين) قويتشو قوانغشي خونان (passing between Guangxi و Hunan several times) جيانغشي فوجيان — مرورا بجنوب فوزهو                                                                                        |
| 26°0′N 119°43′E / 26.000°N 119.717°E | بحر الصين الشرقي                   | مرورا بشمال the disputed جزر سينكاكو |
| 26°0′N 127°40′E / 26.000°N 127.667°E | المحيط الهادئ                      | مرورا بجنوب the جزيرة جزيرة أوكيناوا, اليابان · مرورا بشمال the جزيرة Kita Daito, اليابان · مرورا بجنوب Lisianski Island، هاواي, الولايات المتحدة · مرورا بشمال the atoll of Laysan، هاواي, الولايات المتحدة |
| 26°0′N 112°12′W / 26.000°N 112.200°W | المكسيك                            | ولاية باخا كاليفورنيا سور |
| 26°0′N 111°20′W / 26.000°N 111.333°W | خليج كاليفورنيا                    | |
| 26°0′N 111°10′W / 26.000°N 111.167°W | المكسيك                            | Baja California Sur - Isla Carmen |
| 26°0′N 111°5′W / 26.000°N 111.083°W  | خليج كاليفورنيا                    | |
| 26°0′N 109°26′W / 26.000°N 109.433°W | المكسيك                            | ولاية سينالوا ولاية شيواوا ولاية دورانغو ولاية كواهويلا ولاية نويفو ليون ولاية تاماوليباس |
| 26°0′N 97°39′W / 26.000°N 97.650°W   | الولايات المتحدة                   | تكساس |
| 26°0′N 97°9′W / 26.000°N 97.150°W    | خليج المكسيك                       | |
| 26°0′N 81°45′W / 26.000°N 81.750°W   | الولايات المتحدة                   | فلوريدا |
| 26°0′N 80°7′W / 26.000°N 80.117°W    | المحيط الأطلسي                     | |
| 26°0′N 77°24′W / 26.000°N 77.400°W   | جزر البهاما                        | جزيرة جزر أباكو |
| 26°0′N 77°11′W / 26.000°N 77.183°W   | المحيط الأطلسي                     | |
| 26°0′N 14°30′W / 26.000°N 14.500°W   | الصحراء الغربية                    | تملكه المغرب و the الجمهورية العربية الصحراوية الديمقراطية |
| 26°0′N 12°0′W / 26.000°N 12.000°W    | الصحراء الغربية / موريتانيا border | |
| 26°0′N 8°40′W / 26.000°N 8.667°W     | موريتانيا                          | |
| 26°0′N 6°26′W / 26.000°N 6.433°W     | الجزائر                            | |